# نان (غذا)
نان (به انگلیسی: Naan, Nan, Noon) یک نوع غذای پخته شده‌است که بیشتر از آرد، آب، نمک و مواد خمیری تهیه می‌شود. نان به عنوان یک ماده غذایی اصلی در بسیاری از فرهنگ‌ها و جوامع به کار می‌رود. این محصول معمولاً با پختن خمیری از آرد گندم یا دیگر انواع آردها ساخته می‌شود.
نان به عنوان یک منبع انرژی، فیبر، ویتامین‌ها و مواد معدنی مهم برای سلامتی بدن انسان است. زنجیره تولید نان شامل کشاورزی (تولید گندم)، صنایع غذایی (آسیابی گندم و تولید آرد) و نانوایی است.

## خاستگاه نان
نان یکی از غذاهای پایه و رایج در بسیاری از فرهنگ‌ها است و معمولاً در اکثر نقاط جهان ساخته و مصرف می‌شود. خاستگاه نان بسیار قدیمی است و نمی‌توان به‌طور دقیق محل آغازین تولید نان را تعیین کرد.
با این حال، می‌توان گفت که نان و استفاده از آرد برای پختن آن، در مناطقی مانند شرق نزدیک (بین نیل و فرات) و شمال آفریقا (مانند مصر و لیبی) در دوران باستان شکل گرفت. علاوه بر آن، نان در سرزمین‌های مسلمان همچون ایران و سایر کشورهای خاورمیانه نیز نقش مهمی در تغذیه و فرهنگ غذایی دارد.
از آنجا که نان در سراسر جهان تولید می‌شود، هر کشور و منطقه می‌تواند خاستگاه خاص خود برای تولید نان داشته باشد. از این رو، نمی‌توان به مکانی خاص و یکتا به عنوان خاستگاه نان اشاره کرد.

## ریشه‌شناسی
واژه نان در زبان انگلیسی نخستین بار در سال ۱۸۱۰ و در سفرنامه آقای ویلیام توک دیده شده‌است.

## نگارخانه

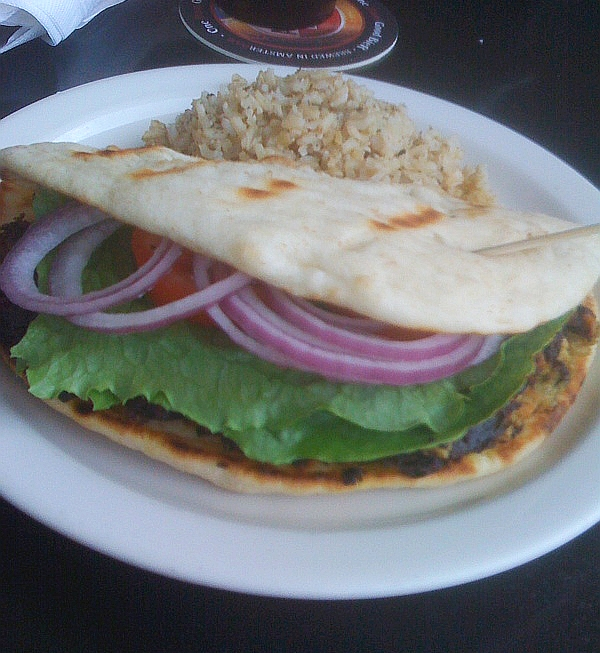
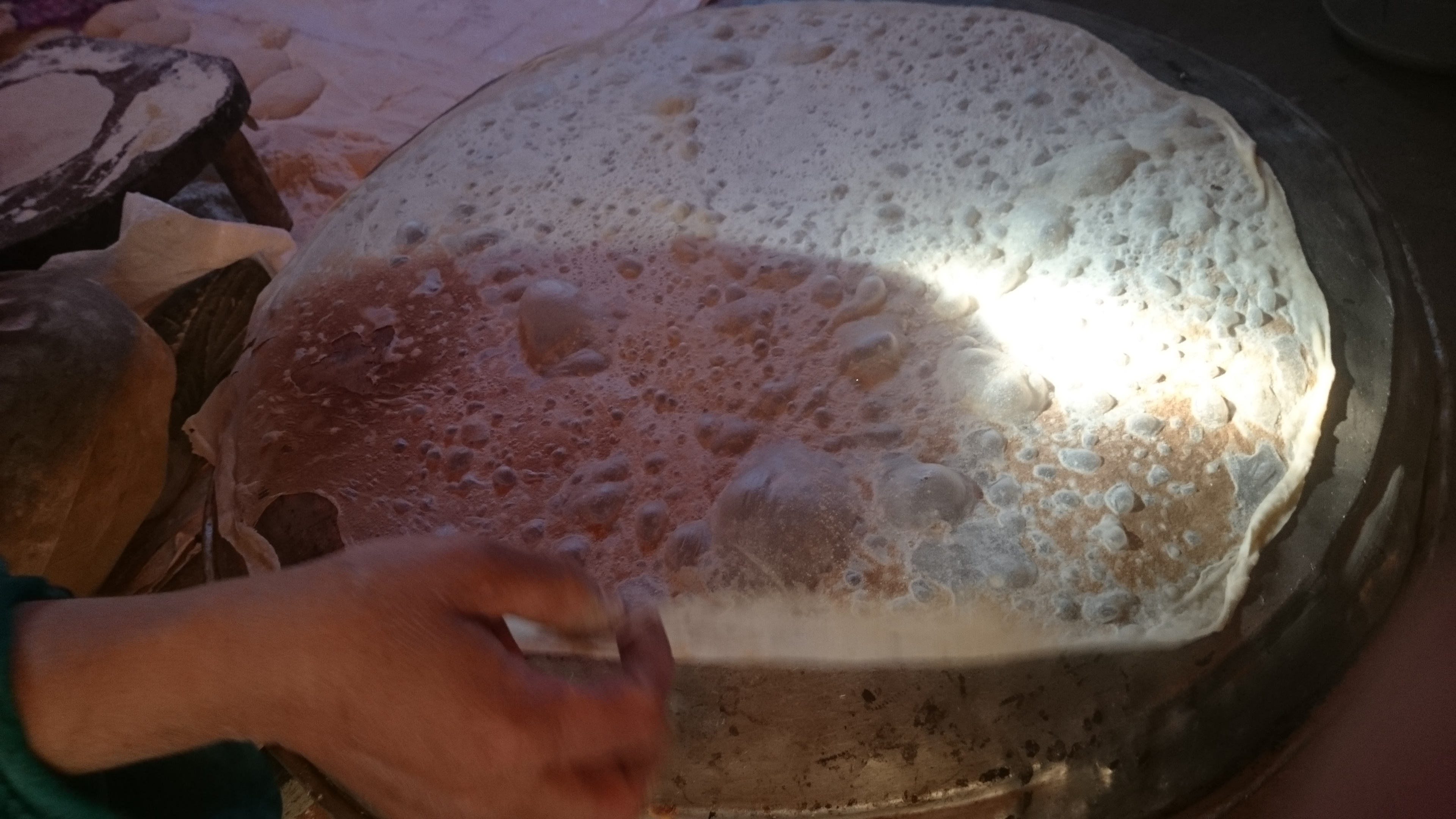
نان ساجی کردی